# 鎌田博夫
鎌田 博夫（かまた ひろお、1924年6月19日 - 2013年8月6日）は、日本のフランス文学者。東北大学名誉教授。

## 略歴
東京生まれ。大阪外国語大学フランス語科卒、1949年京都帝国大学文学部仏文科卒業、関西大学講師、1952年大阪市立大学講師。1968年東北大学文学部助教授、1970年教授、1988年定年退官、名誉教授、弘前大学人文学部教授、石巻専修大学理工学部教授。
フランス共和国教育功労章（シュヴァリエおよびオフィシェ）受章。2002年、勲三等旭日中綬章受章。

## 著書
- 『スタンダール 夢想と現実』法政大学出版局 1988

### 翻訳
- アルマン・サラクルー『怒りの夜』道井直次共訳 未来社 てすぴす叢書 1953
- スタンダール『赤と黒』世界文学全集 現代芸術社 1967
- フランソワ・クリュシアニ『スタンダール』カラー版世界の文豪叢書 評論社 1976
- ポール・ヴェーヌ『古代ローマの恋愛詩 愛と詩と西洋』法政大学出版局 叢書・ウニベルシタス 1995
- ルイ・マラン『語りは罠』法政大学出版局 叢書・ウニベルシタス 1996
- ジャック・ジェルネ『中国とキリスト教 最初の対決』法政大学出版局 叢書・ウニベルシタス 1996
- ポール・ヴェーヌ『パンと競技場 ギリシア・ローマ時代の政治と都市の社会学的歴史』法政大学出版局 叢書・ウニベルシタス 1998
- ジャック・ル・ゴフ編『中世の人間 ヨーロッパ人の精神構造と創造力』法政大学出版局 叢書・ウニベルシタス 1999
- 『ル・ゴフ自伝 歴史家の生活』法政大学出版局 叢書・ウニベルシタス 2000
- ティエリー・ド・デューヴ『マルセル・デュシャン 絵画唯名論をめぐって』法政大学出版局 叢書・ウニベルシタス 2001
- 『歴史と日常 ポール・ヴェーヌ自伝』法政大学出版局 叢書・ウニベルシタス 2002
- エティエンヌ・ソレル『乗馬の歴史 起源と馬術論の変遷』吉川晶造共訳 恒星社厚生閣 2005
- ポール・ズムトール『世界の尺度 中世における空間の表象』法政大学出版局 叢書・ウニベルシタス 2006
- ヴィクトール・デル・リット『スタンダールの生涯』岩本和子共訳 法政大学出版局 叢書・ウニベルシタス 2007

## 論文
- CiNii>鎌田博夫